# Agence ivoirienne de presse
Pour les articles homonymes, voir AIP.
L'Agence ivoirienne de presse (AIP) est une agence de presse créée par la loi n° 61-200 du 2 juin 1961. Son siège est situé à Abidjan, la capitale économique de la Côte d'Ivoire.

## Présentation
Créée en 1961 par l'État de Côte d'Ivoire, l'AIP est un établissement public national à caractère administratif placé sous la tutelle administrative et technique du ministère de la Communication et sous la tutelle économique et financière du ministère de l'Économie et des Finances.
Depuis le 4 juillet 2011, sa directrice centrale par intérim est Madame Oumou Barry Sana qui a été confirmée dans ses fonctions le 22 mai 2013.

## Historique
C’est avec la loi n° 61-200 du 2 juin que naît, en 1961, l'Agence ivoirienne de presse. Avec cette création, l'objectif affiché par l’État de Côte d’Ivoire est de garantir son indépendance dans la collecte et de la redistribution de l’information nationale et mondiale.
À sa naissance, c’est à l'avenue Marchand (actuel site de l'immeuble Postel 2001, à Abidjan-Plateau) que se trouvait son siège[réf. souhaitée]. Lequel siège va subir de nombreuses délocalisations, à savoir respectivement : avenue Bir Hakeim (localisation présente de la  cathédrale Saint-Paul), Tour E (Cité Administrative). Aujourd'hui, le siège de l’AIP est sis à l'avenue Chardy, au Plateau.
Tout comme son siège social, le régime juridique de l’AIP a connu plusieurs changements, voire évolutions. À l’origine entreprise publique, elle est passée sous la tutelle du Ministère de l'Information dont elle était une direction durant de nombreuses années. L’AIP acquiert le statut d’établissement public national à caractère administratif par le décret n°91-181 du 27 mars 1991 qui sera modifié par le décret n°2013-28 du 23 janvier 2013.
L’AIP jouit de la personnalité civile et de l’autonomie de gestion. Son fonctionnement relève de départements ministériels : le Ministère de la Communication pour la tutelle administrative et technique, et le Ministère de l'Économie et des Finances qui assure la tutelle économique et financière.
La Radio relevait de la Société de radiodiffusion de la France d’Outre-mer (SORAFOM) qui gérait toutes les stations françaises opérant dans les colonies. Le quotidien appartenait au groupe « de Breteuil », groupe privé français.
L'AIP dispose aujourd'hui de AIP 14 postes à travers la Côte d'Ivoire : Abengourou, Agboville, Bondoukou, Bouaflé, Bouaké, Daloa, Dimbokro, Divo, Man, Gagnoa, Korhogo, Odienné, San-Pédro, Séguéla, Yamoussoukro.

## Activités
Les tâches essentielles de l’Agence ivoirienne de presse se déclinent en :
- La recherche, la collecte en Côte d'Ivoire d’informations globales et impartiales ; cette activité peut également être exercée hors de la Côte d’Ivoire, c’est-à-dire dans d'autres pays africains ou ailleurs, mais avec l’accord préalable des gouvernements intéressés[11]
- La livraison ou distribution payante des informations nationales et éventuellement internationales (obtenues par convention) auprès de ses abonnés[11]

## Obligations
Certaines prescriptions fondamentales commandent les activités  de l'Agence ivoirienne de presse :
- L'AIP  s’interdit, en toute circonstance, toute attitude qui serait de nature à discréditer l'information qu’elle livre ; elle doit également se mettre, à tout moment, à équidistance des groupements idéologiques, politiques  ou économiques. Il lui est surtout interdit de s’adonner à toutes controverse et propagande quelconques[1].

## Structures
Ce sont le conseil de gestion et la direction centrale qui s’occupent au quotidien de la gestion de l'Agence ivoirienne de presse : 

### Conseil de gestion
Comme tout établissement public en Côte d’Ivoire, l’AIP est placée sous le contrôle et l'autorité d'un conseil de gestion. Son rôle est de veiller, de façon permanente, au bon accomplissement des missions de l’Agence ivoirienne de presse. Ce conseil est entre autres chargé de contrôler la préparation et l’exécution du budget, d'examiner le compte financier de l’Agence produit par l’agent comptable en fin d’exercice, etc.
Le conseil de gestion se réunit au moins quatre fois par an. Il faut toutefois précisé qu’autant de fois que l’intérêt de l’établissement le requiert, il se concerte. C’est à la majorité de ses membres qu’il délibère.

### Direction centrale
La gestion quotidienne de l'Agence est l’affaire d’un Directeur Central nommé par décret, sur proposition du Ministre de la Communication.
Le directeur central est l'ordonnateur principal de l'AIP. Il assure l'Administration et la Direction Générale de l’Établissement. Il effectue, à ce propos, tous les actes nécessaires à l’accomplissement des activités de l'Établissement. C’est le Directeur Central qui coordonne toutes les activités du siège, des bureaux régionaux et des postes de collectes implantés à l'intérieur du pays. Dans l’exercice de ses tâches, il jouit de tous les pouvoirs et prérogatives nécessaires.
L’Agence compte divers types de personnel qui se compose comme suit :
- des journalistes;
- des correspondants de presse pigistes;
- des techniciens;
- des agents administratifs;
- des agents contractuels.

Des conseillers techniques, cinq (05) sous–directions et onze (11) services épaulent la direction centrale dans l’exécution de sa mission.

## Administration

### Conseil de gestion
Il se compose de la manière suivante :
- Un représentant du Président de la République
- Un représentant du 1er Ministre
- Un représentant du Ministre de la Communication, Président
- Un représentant du Ministre de l'Économie et des Finances
- Un représentant du Ministre de l'Intérieur
- Un représentant du Ministre de la Fonction publique
- Un représentant du Ministre des Technologies de l’information et de la Communication
- Un journaliste professionnel désigné par les associations professionnelles des journalistes[11]

### Direction centrale
Depuis janvier 2013, la direction centrale se compose de : 
- Un directeur central
- Un sous-directeur de l'information
- Un sous-directeur technique
- Un sous-directeur des finances et de la comptabilité
- Un sous-directeur des affaires juridiques et des ressources humaines
- Un sous-directeur de la communication et du marketing constituent l’équipe de la direction centrale de l'AIP

### Contrôle budgétaire
Le contrôleur budgétaire de l’établissement contrôle l’exécution du budget.

### Agence comptable
L'agent comptable effectue les opérations financières de l’agence.

## Historique des dirigeants
Depuis sa création en 1961, les différents dirigeants de l'AIP sont les suivants : 
- 1961-1962 : Yves Brenier, administrateur civil
- 1962-1967 : Blaise Agui-Miezan, administrateur civil
- 1967-1970 : Jean-Baptiste Sampah, journaliste
- 1970-1978 : Issiaka Tao, journaliste
- 1978-1980 : Essui Denis Oussou, journaliste
- 1980-1985 : Jean-Médéric Kragbe, journaliste
- 1985-1986 : Issiaka Tao, journaliste
- 1986-2000 : Semgue Samba Kone, journaliste
- Juin-octobre 2000 : Odette Bako épouse  Likikouet, journaliste
- 2000-2011 : Dalli Déby, journaliste
- Depuis 2011 : Oumou Valentine Claudine Barry épouse Sana, administrateur en chef civil